# No One Here Gets Out Alive
No One Here Gets Out Alive är ett radioprogram och ett album om musikgruppen The Doors av radioprataren Jim Ladd, utgivet våren år 2001. 
Jim Ladd är ett av The Doors största fans inom radiovärlden. Det här är den längsta radiospecialen någonsin gjord om The Doors. Innehåller intervjuer med bl.a. Bruce Botnick, Ray Manzarek, Robbie Krieger, John Densmore, Alice Cooper m.fl.
Det finns även en biografi om Jim Morrison av Jerry Hopkins med samma namn.

## Spår
CD 1: Beginning of The Doors/Visionary Dreams
1. Segment I (inkluderar bitar av följande låtar The End, Take It As It Comes, Light My Fire, Moonlight Drive, Break On Through (To The Other Side) och Strange Days) 14:32
2. Segment II (inkluderar bitar av följande låtar Who Do You Love (Live), When The Music's Over et My Eyes Have Seen You)	9:26
3. Segment III (inkluderar bitar av följande låtar Spanish Caravan, We Could Be So Good Together, Roadhouse Blues, When The Music's Over och Who Do You Love (Live))	8:13
4. Segment IV (inkluderar bitar av följande låtar Dawn's Highway, People Are Strange, I Can't See Your Face In My Mind, The Hill Dwellers (Live), Five To One, A Little Game (Live), Soul Kitchen et Crystal Ship)

Total speltid 46:49
CD 2: Exploration And Morrison's Sojourn
1. Segment I (inkluderar bitar av följande låtar Lions In The Street (Live), Wake Up (Live), Light My Fire et The End)	10:23
2. Segment II (inkluderar bitar av följande låtar Alabama Song (Whiskey Bar), Not To Touch The Earth, The End och Strange Days)	13:08
3. Segment III (inkluderar bitar av följande låtar American Night, Roadhouse Blues (Live), Wake Up (Live), When The Music's Over (Live) och Back Door Man (Live))	15:13
4. Segment IV (inkluderar bitar av följande låtar Tell All The People, Unknown Soldier, Five To One och Ship Of Fools)

Total speltid 46:47
CD 3: Cultural Excursion Into The Void
1. Segment I (inkluderar bitar av följande låtar Riders On The Storm, Awake, Waiting For The Sun, Dead Cats, Dead Rats (Live) och Break On Through (To The Other Side) (Live))	9:48
2. Segment II (inkluderar bitar av följande låtar Peace Frog, Jim Morrison Stage Rant From Miami och Love Me Two Times)	13:36
3. Segment III (inkluderar bitar av följande låtar The End, Hour For Magic, Been Down So Long och Stoned Immaculate)	10:44
4. Segment IV (inkluderar bitar av följande låtar When The Music's Over, Shaman's Blues och The Changeling)	11:46

Total speltid 45:54
CD 4: James Douglas Morrison: Poet
1. Segment I (inkluderar bitar av följande låtar The End, When The Music's Over, Horse Latitudes, Ghost Song och Newborn Awakening)	10:14
2. Segment II (inkluderar bitar av följande låtar To Come Of Age, Black Polished Chrome, Latino Chrome, Angels And Sailors, Stoned Immaculate och The Movie)	12:11
3. Segment III (inkluderar bitar av följande låtar The Movie, The Hitchhiker, Riders On The Storm och Cemetary Poem)	13:10
4. Segment IV (inkluderar bitar av följande låtar Adolf Hitler, Wild Child, An American Prayer, Curses, Invocations, Hour For Magic, A Feast Of Friends och The End)	11:07

Total speltid 46:42